# Episodi di Godless
La prima stagione della serie televisiva Godless, composta da 7 episodi, è stata interamente pubblicata a livello internazionale su Netflix il 22 novembre 2017.
| n° | Titolo originale          | Titolo italiano                    | Pubblicazione USA | Pubblicazione Italia |
| -- | ------------------------- | ---------------------------------- | ----------------- | -------------------- |
| 1  | An Incident at Creede     | Un incidente a Creede              | 22 novembre 2017  | 22 novembre 2017     |
| 2  | The Ladies of La Belle    | Le signore di La Belle             | 22 novembre 2017  | 22 novembre 2017     |
| 3  | Wisdom of the Horse       | La saggezza del cavallo            | 22 novembre 2017  | 22 novembre 2017     |
| 4  | Fathers & Sons            | Padri e figli                      | 22 novembre 2017  | 22 novembre 2017     |
| 5  | Shot the Head off a Snake | Ha staccato la testa a un serpente | 22 novembre 2017  | 22 novembre 2017     |
| 6  | Dear Roy...               | Caro Roy...                        | 22 novembre 2017  | 22 novembre 2017     |
| 7  | Homecoming                | Il ritorno                         | 22 novembre 2017  | 22 novembre 2017     |